# Lesley Gore/Diskografie
Diese Diskografie ist eine Übersicht über die Schallplattenaufnahmen der US-amerikanischen Popsängerin Lesley Gore in den USA und die in Deutschland vertriebenen Compact Discs.

## Singles
| Veröffentlichung | Titel                                                     | Katalog-Nr. |
| ---------------- | --------------------------------------------------------- | ----------- |
|                  |                                                           | Mercury     |
| April 1963       | It’s My Party / Danny                                     | 72119       |
| Juni 1963        | Judy’s Turn to Cry / Just Let Me Cry                      | 72143       |
| September 1963   | She’s a Fool / The Old Crowd                              | 72180       |
| Dezember 1963    | You Don’t Own Me / Run Bobby, Run                         | 72206       |
| März 1964        | That’s the Way Boys Are / That’s the Way the Ball Bounces | 72259       |
| Mai 1964         | I Don’t Wanna Be a Loser / It’s Gotta Be You              | 72270       |
| Juli 1964        | Maybe I Know / Wonder Boy                                 | 72309       |
| Oktober 1964     | Hey Now / Sometimes I Wish I Were a Boy                   | 72352       |
| Dezember 1964    | The Look of Love / Little Girl Go Home                    | 72372       |
| März 1965        | All of My Life / I Cannot Hope for Anyone                 | 72412       |
| Juni 1965        | Sunshine, Lollipops and Rainbows                          | 72433       |
| September 1965   | My Town, My Guy and Me / A Girl in Love                   | 72475       |
| November 1965    | I Won’t Love You Anymore / No Matter What You Do          | 72513       |
| Januar 1966      | We Know We’re in Love / That’s What I’ll Do               | 72530       |
| März 1966        | Young Love / I Just Don’t Know if I Can                   | 72553       |
| Juni 1966        | Off and Running / I Don’t Care                            | 72580       |
| September 1966   | Treat Me Like a Lady / Maybe Now                          | 72611       |
| Januar 1967      | California Nights / I’m Going Out                         | 72649       |
| Mai 1967         | Summer and Sandy / I’m Fallin’ Down                       | 72683       |
| September 1967   | Brink of Disaster / On a Day Like Today                   | 72726       |
| November 1967    | Magic Colors / It’s a Happening World                     | 72759       |
| Februar 1968     | Small Talk / Say What You See                             | 72787       |
| Mai 1968         | He Gives Me Love / Brand New Me                           | 72819       |
| August 1968      | I Can’t Make It Without You / Where Can I Go              | 72842       |
| November 1968    | I’ll Be Standing By / Look the Other Way                  | 72867       |
| Februar 1969     | Take Good Care / I Can’t Make It Without You              | 72892       |
| Februar 1969     | Take Good Care / You Sent Me Silver Bells                 | 72892       |
| Mai 1969         | 98.6-Lazy Day / Summer Symphony                           | 72931       |
| September 1969   | Wedding Bell Blues / One by One                           | 72969       |
|                  |                                                           | Crewe       |
| Januar 1970      | Why Doesn’t Love Make Me Happy / Tomorrow’s Children      | 338         |
| Mai 1970         | Come Softly to Me / Billy ’n’ Sue’s Love Theme            | 343         |
| September 1970   | When Yesterday Was Tomorrow / Why Me, Why You             | 344         |
| März 1971        | Back Together / Quiet Love                                | 601         |

## Mercury-Alben
| Veröffentlichung | Titel                                | Katalog-Nr. |
| ---------------- | ------------------------------------ | ----------- |
| Juni 1963        | I’ll Cry If I Want To                | MG20805     |
| November 1963    | Lesley Gore Sings of Mixed-Up Hearts | MG20849     |
| Mai 1964         | Boys, Boys, Boys                     | MG 20901    |
| September 1964   | Girl Talk                            | MG 20943    |
| Juli 1965        | The Golden Hits of Lesley Gore       | MG21024     |
| September 1965   | My Town, My Guy and Me               | MG21042     |
| Januar 1966      | Lesley Gore Sings All About Love     | MG21066     |
| Mai 1967         | California Nights                    | MG21120     |
| 1967             | Magic Colors                         | SR61148     |
| Oktober 1968     | Lesley Gore Golden Hits Vol. 2       | SR61185     |

## Compact Discs
(in Deutschland vertrieben)
| Veröffentlichung | Titel                             | Musiklabel    |
| ---------------- | --------------------------------- | ------------- |
| 1999             | Essential Collection              | Spectrum      |
| 2000             | The Best of Lesley Gore           | Mercury       |
| 2002             | Golden Hits                       | Polygram      |
| 2005             | It’s My Party (5-CD-Box)          | BearFamily    |
| 2005             | Start the Party Again             | VIVID         |
| 2005             | Ultimate Collection 1963–1968     | Raven         |
| 2007             | Ever Since                        | EngineCompany |
| 2011             | Magic Colors-Lost Album 1967–1969 | Ace Records   |

## Chartplatzierungen

### Alben
| Jahr | Titel                                | Höchstplatzierung, Gesamtwochen, AuszeichnungChartplatzierungen (Jahr, Titel, Platzierungen, Wochen, Auszeichnungen, Anmerkungen) | Höchstplatzierung, Gesamtwochen, AuszeichnungChartplatzierungen (Jahr, Titel, Platzierungen, Wochen, Auszeichnungen, Anmerkungen) | Anmerkungen |
| Jahr | Titel                                | UK | US | Anmerkungen |
| ---- | ------------------------------------ | --- | --- | ----------- |
| 1963 | I’ll Cry If I Want To                | — | US24 (15 Wo.)US |             |
| 1963 | Lesley Gore Sings of Mixed-Up Hearts | — | US125 (8 Wo.)US |             |
| 1964 | Boys, Boys, Boys                     | — | US127 (6 Wo.)US |             |
| 1964 | Girl Talk                            | — | US146 (2 Wo.)US |             |
| 1965 | The Golden Hits of Lesley Gore       | — | US95 (24 Wo.)US |             |
| 1965 | My Town, My Guy and Me               | — | US120 (4 Wo.)US |             |
| 1967 | California Nights                    | — | US169 (5 Wo.)US |             |

### Singles
| Jahr | Titel Album                        | Höchstplatzierung, Gesamtwochen, AuszeichnungChartplatzierungen (Jahr, Titel, Album, Platzierungen, Wochen, Auszeichnungen, Anmerkungen) | Höchstplatzierung, Gesamtwochen, AuszeichnungChartplatzierungen (Jahr, Titel, Album, Platzierungen, Wochen, Auszeichnungen, Anmerkungen) | Anmerkungen |
| Jahr | Titel Album                        | UK | US | Anmerkungen |
| ---- | ---------------------------------- | --- | --- | ----------- |
| 1963 | It’s My Party –                    | UK9 (12 Wo.)UK | US1 (13 Wo.)US |             |
| 1963 | Judy’s Turn to Cry –               | — | US5 (11 Wo.)US |             |
| 1963 | She’s a Fool –                     | — | US5 (15 Wo.)US |             |
| 1963 | You Don’t Own Me –                 | — | US2 (13 Wo.)US |             |
| 1964 | That’s the Way Boys Are –          | — | US12 (9 Wo.)US |             |
| 1964 | I Don’t Wanna Be a Loser –         | — | US37 (5 Wo.)US |             |
| 1964 | Maybe I Know –                     | UK20 (8 Wo.)UK | US14 (10 Wo.)US |             |
| 1964 | Hey Now –                          | — | US76 (6 Wo.)US |             |
| 1964 | Sometimes I Wish I Were a Boy –    | — | US86 (4 Wo.)US |             |
| 1964 | Look of Love –                     | — | US27 (9 Wo.)US |             |
| 1965 | All of My Life –                   | — | US71 (6 Wo.)US |             |
| 1965 | Sunshine, Lollipops and Rainbows – | — | US13 (11 Wo.)US |             |
| 1965 | My Town, My Guy And Me –           | — | US32 (8 Wo.)US |             |
| 1965 | I Won’t Love You Anymore (Sorry) – | — | US80 (3 Wo.)US |             |
| 1966 | We Know We’re in Love –            | — | US76 (3 Wo.)US |             |
| 1966 | Young Love –                       | — | US50 (6 Wo.)US |             |
| 1967 | California Nights –                | — | US16 (14 Wo.)US |             |
| 1967 | Summer and Sandy –                 | — | US65 (7 Wo.)US |             |
| 1967 | Brink of Disaster –                | — | US82 (4 Wo.)US |             |

## Statistik

### Chartauswertung
|                     | UK    | US    |
| ------------------- | ----- | ----- |
| Nummer-eins-Alben   | UK—UK | US—US |
| Top-10-Alben        | UK—UK | US—US |
| Alben in den Charts | UK—UK | US7US |

|                       | UK    | US     |
| --------------------- | ----- | ------ |
| Nummer-eins-Singles   | UK—UK | US1US  |
| Top-10-Singles        | UK1UK | US4US  |
| Singles in den Charts | UK2UK | US19US |